# Östergötlands runinskrifter 38
Ög 38 är en vikingatida (900-tal) runsten i Boberg, Fornåsa socken och Motala kommun. 
Runstenen av granit är 4 meter hög, 1,3 meter bred och 25 cm tjock. Ristningen är 65 cm lång med 10–14 cm höga runor. Stenen har stått på samma ställe åtminstone sedan 1668.

## Inskriften
Translitterering av runraden:
ikuar sati stain
Normalisering till runsvenska:
Ingvarr satti stæin.
Översättning till nusvenska:
Ingvar satte stenen.

## Fler bilder

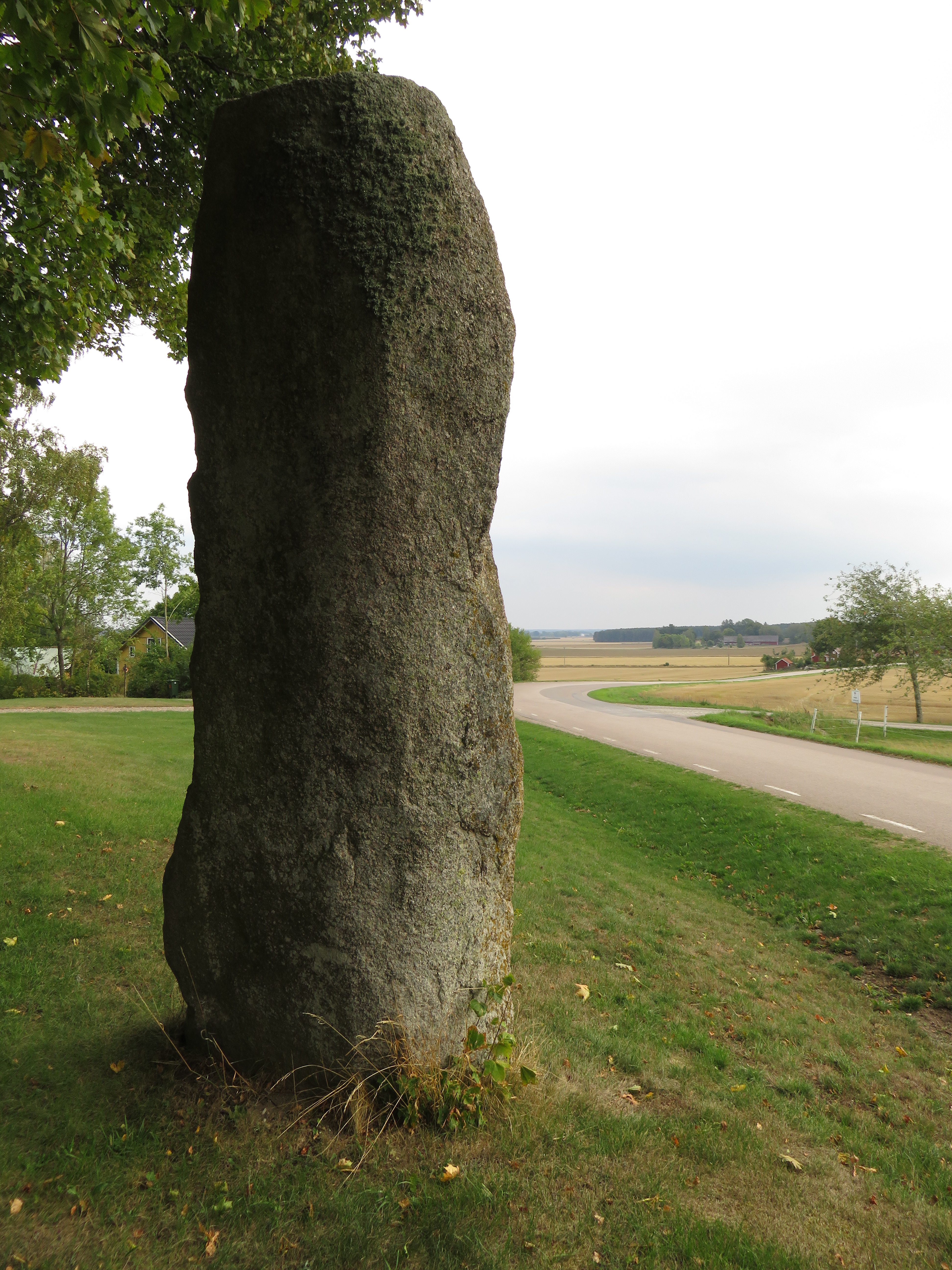
Baksidan av Ög 38.
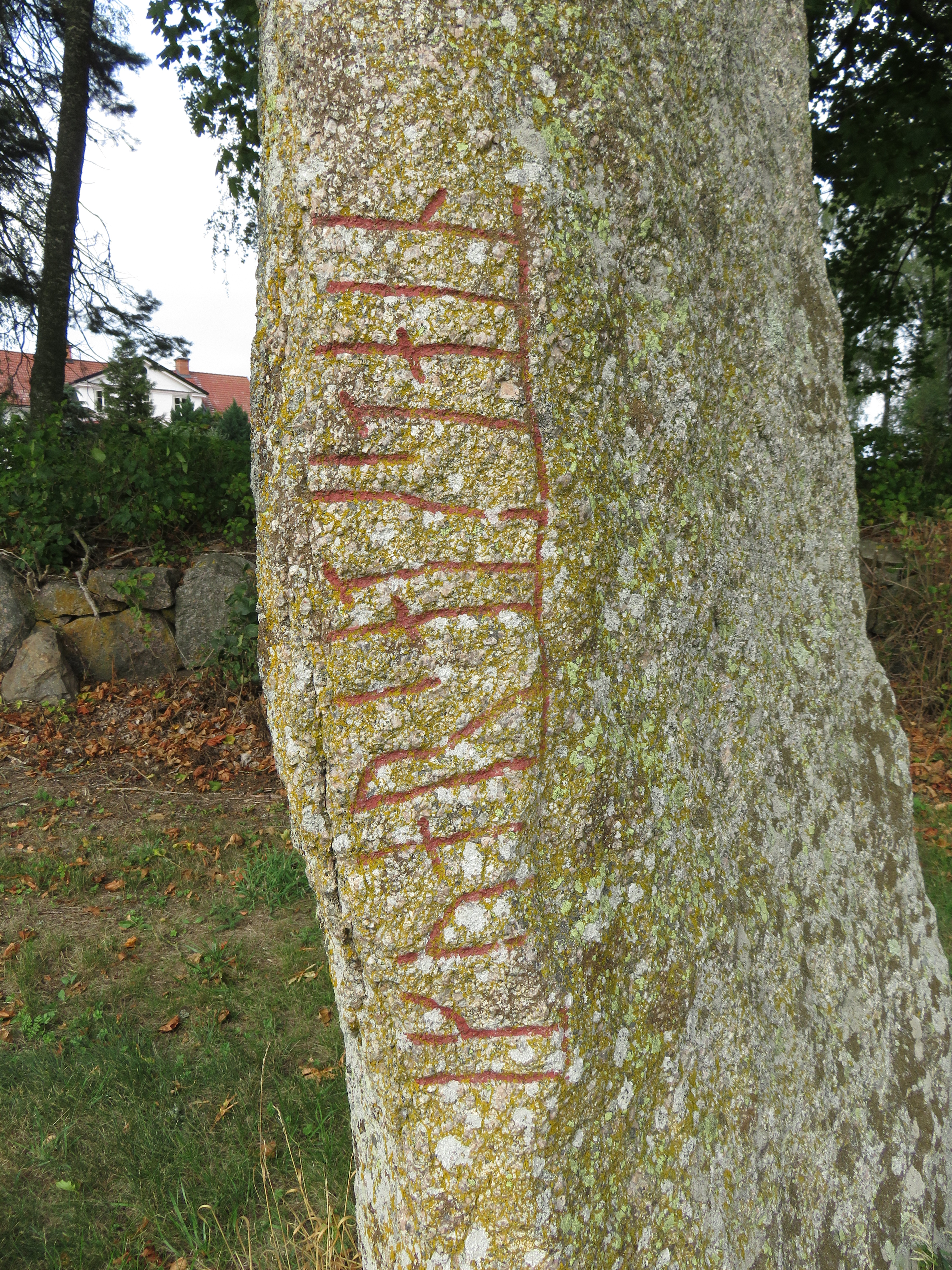
Inskriften på Ög 38.
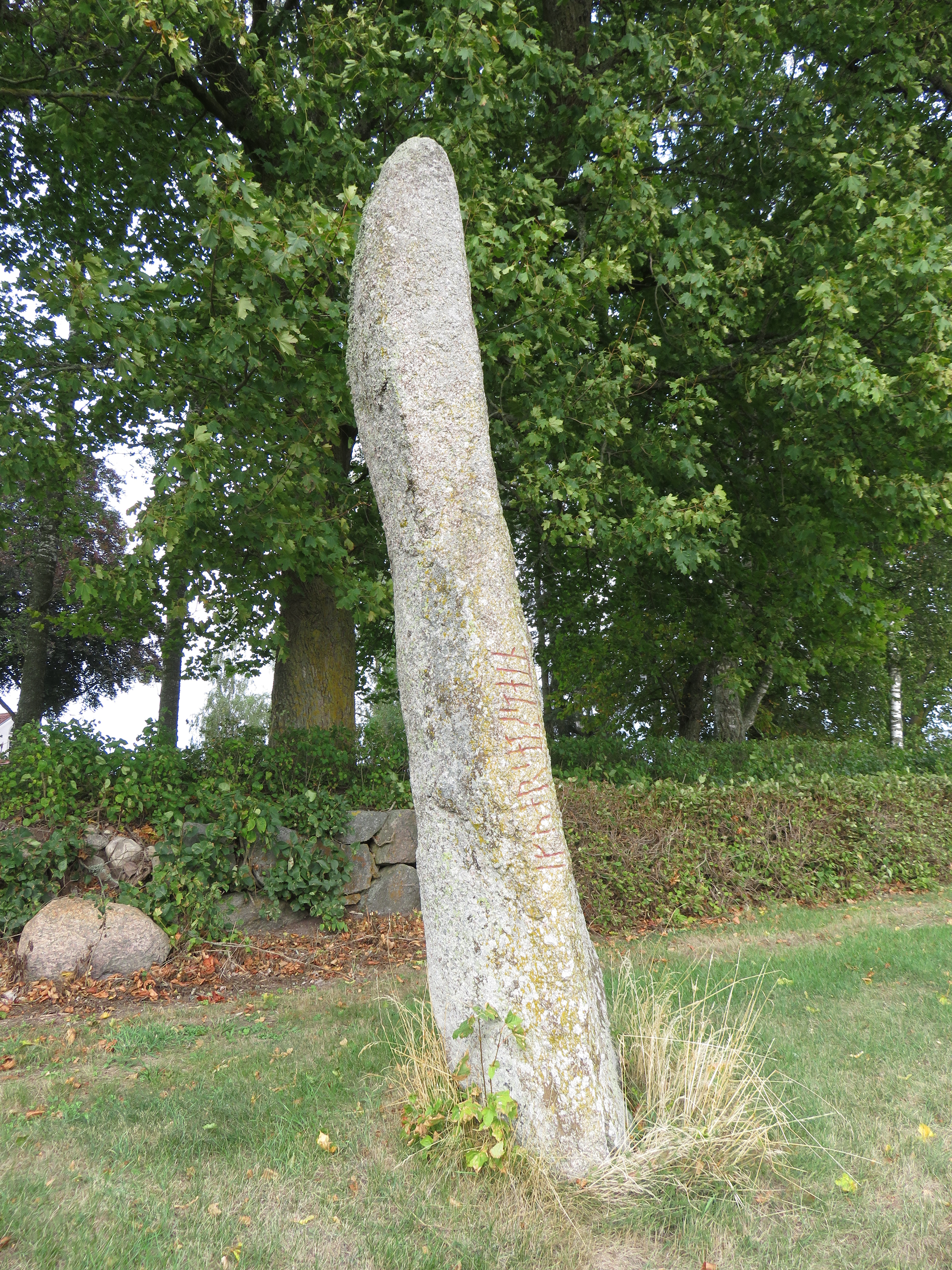
Sidan av Ög 38.